# Agrotis fortunata
Agrotis fortunata é uma espécie de insetos lepidópteros, mais especificamente de traças, pertencente à família Noctuidae.
A autoridade científica da espécie é Draudt, tendo sido descrita no ano de 1938.
Trata-se de uma espécie presente no território português.